# 江戸の人口
江戸の人口（えどのじんこう）では戦国時代、安土桃山時代、江戸時代、明治初期における江戸（現在の東京）の人口を解説する。
- なお、江戸時代を通じての「日本全国」の人口については、江戸時代の日本の人口統計を参照のこと。

## 概要
ロドリゴ・デ・ビベロによって1609年ごろに15万人と伝えられた江戸の人口は、18世紀初頭には100万人を超えたと考えられている。なお国勢調査の始まった1801年のヨーロッパの諸都市の人口はロンドン 86万4845人(市街化地区内)、パリ 54万6856人(城壁内)であり、19世紀中頃にロンドンが急速に発達するまで、江戸の人口は北京や広州と同規模か、あるいは世界一であったと推定されている。
また、人口に関しては、記録に残っているのは幕末に60万人近くとなった町人人口のみであり、人口100万人とは、幕府による調査が行われていない武家や神官・僧侶などの寺社方、被差別階級などの統計で除外された人口を加えた推計値である。武士の人口は、参勤交代に伴う地方からの単身赴任者など、流動的な部分が非常に多く、その推定は20万人程度から150万人程度までとかなりの幅があり、最盛期の江戸の総人口も68万人から200万人まで様々な推定値が出されている。雑記等に記される同時代人の推定も50万人から300万人、あるいは2億人以上などとなっている。

## 江戸開府前の人口
江戸城は康正2年(1456年)から康正3年(1457年)にかけて太田道灌によって建てられた。江戸城の常備兵力の詳細は不明だが、太田道灌は2000〜3000騎の武士を従えていたと伝えられている(『梅花無尽蔵』)。また日比谷入江を挟んで江戸城の対岸に位置する江戸前島は、現在の日本橋から新橋にかけて南北に長い半島を形成しており、円覚寺の寺社門前領として保護を受けていた。当時の城下町としての江戸は、日比谷入江に注ぎ込む平川(現神田川)の両側(江戸前島の西岸)に発達し、また江戸湊の中心は江戸前島の東岸に発達したと考えられている。
扇谷上杉氏が後北条氏に敗れると、江戸城は荒廃するが、その後も円覚寺領の江戸前島は江戸湊として栄えていたことが、後北条氏や円覚寺の古文書や遺構の発掘などから近年明らかにされている。天正18年(1590年)の小田原征伐の際、江戸城は徳川家康軍に占領される。しばらくして家康が関東地方に封ぜられることになると、家康本人が8000人の兵を連れて江戸城に再び入城した。家康入城当時の江戸は、江戸城大手門から東にかけて茅葺きの町屋が100軒あるかないかと伝えられ(『聞見集』)、城下町を割り付ける場所は10町(約0.1 km2)ほどもあるかなしかの狭さだったという(『岩淵夜話別集』)。『天正日記』によると家康は入城前に江戸の様子を調べさせ、12町(約1.3 km) ×3〜4町(約0.33〜0.44 km)程度の広さに民家が点々と散在し、多くが戦火で消失している状態であり、天正18年(1590年)の段階で家康が江戸町割を計画したことになっているが、天正日記自体今日では家康の業績を強調するための偽書と考えられている。一方で家康入城前後から寛永中頃(1630年頃)までの江戸前島の様子については記録がほとんど残されていないが、これは家康による江戸前島横領を隠すためと考えられている。即ち翌年天正19年(1591年)、家康は豊臣秀吉によって安堵されていた円覚寺領の江戸前島を強制接収し、江戸城本城の拡張とともに城下町の建設を進めたと推測されており、江戸の町屋地区は江戸湊から発達したとみられる。家康の江戸入り当時、平川地区(現皇居周辺)、神田地区、麹町地区からなる現千代田区内には65寺、江戸前島のある現中央区内には15寺あったが、文禄末(1596年)までにそれぞれ35寺、14寺が新たに起立・転入しており、寛永9年(1632年)までに起立・転入した寺数は合計254寺に及ぶ。慶長5年(1600年)頃の江戸には家康の家臣団を中心に少なくとも約1万戸6万人が暮らしていたと見られる。家康が慶長5年の関ヶ原の戦いに勝利した直後の江戸城の様子を伝える地図として、慶長7年(1602年)のものと推定されている『別本慶長江戸図』が存在するが、城下町の様子は描かれていない。

## 江戸時代初期の人口
慶長8年(1603年)に家康が征夷大将軍に任ぜられると、家康は各大名に江戸の市街地普請を命じ、江戸の大規模な拡張を開始した。即ち神田山(現本郷台地)を切り崩し、各所に濠を掘り、その土砂で日比谷入江などを埋め立てた。慶長13年(1608年)の江戸の様子を描いたとみられる『慶長江戸絵図』では、江戸城と武家屋敷を中心に約4 km2に広がっている江戸城下町の様子が描かれているが、町屋敷や船入場が並んでいた江戸前島は描かれていない。慶長14年(1609年)に江戸を訪れたロドリゴ・デ・ビベロは江戸の人口を15万人と伝えているが、同時に京の人口を30万〜40万人(本人の目算では80万人以上)、大坂の人口を20万人と記録しており、当時の三都の中ではまだ一番人口が少なかった。慶長17年(1612年)には江戸町割が実施され(『慶長記』)元和9年(1623年)には武家地に町人が住むことが禁じられる。
寛永9年(1632年)の江戸の様子を描いた『武州豊島郡江戸庄図』では、低湿地帯の埋め立てと城下町建設がすでに完了し、江戸城下町はほぼ15 km2の面積に広がっている。小宮山綏介(1891年)は、『大猷院殿御実紀』に寛永11年(1634年)の江戸市中の町方戸数が3万5419戸だと記載されていると解釈し、1戸4.2人として江戸の町方人口を約14万8719人と推定した。この数字はしばしば江戸初期の町方人口の推定値として引用されるが、実際の『大猷院殿御実紀』の記述では3万5419戸は京洛市中の庄屋の戸数であり、小宮山綏介の計算は誤りである。『大猷院殿御実紀』には同じ年に銀5000貫目(12万枚)を、江戸市中の町方へ配ったとの記述があり、その際20年前から土着の家には銀5枚、20年土着の家には銀3枚、それ未満の家には銀2枚を配ったとされる。中部よし子(1967年)はこの記述から江戸市中の町方戸数を3万〜6万戸と見積もり、1戸4.2人として12万6000〜25万2000人と推定した。これに徳川家家臣団の武家人口を加えると江戸には約25万〜40万人がいたことになり、江戸の人口は大坂の陣の荒廃から復興したばかりの大坂の人口(寛文元年(1661年)の大坂三郷は町方人口25万2446人(『開国五十年史』)で、その後の人口増加率から逆算すると1634年頃は人口20万人前後)と同じか、あるいはそれを上回っていたが、まだ京の人口(寛永11年(1634年)の洛中町方人口は41万0089人(『京都御役所向大概覚書』))には及ばなかったとみられる。『東めぐり』によると、寛永年中の江戸町数は約300であった。
寛永12年(1635年)に参勤交代が始まると、新たに大名のための武家屋敷が建設され、武家人口のみならず、それを支える町方人口も増加した。明暦3年旧暦1月19日(1657年3月2日)に明暦の大火が発生し、多大な被害が生じる。『むさしあぶみ』によると町中500余町、大名小路500余町、大名屋敷500余宇、小名宿所600余宇、江戸城、橋60ヶ所、寺院350余宇などが焼け、10万2100余人の焼死者が発生したとされる。また『寛明事蹟録』では、武家屋敷では大名160戸、旗本・御家人608戸、町屋の被害は両側町で400町、片町で800町、戸数4万8000戸、家主不明の町屋830戸余、焼死者3万7000余人としている。この年、被災した町屋戸数4万7636戸に見舞い金が支払われており、小宮山綏介は被災町屋戸数を町方全体の7割、1戸4.2人を仮定することで江戸の町方人口を約28万5814人と推定した。

## 江戸時代中期以降の人口

### 江戸の拡大
明暦の大火以後も市街地の拡大が続く。『寿余一得』によると延宝7年(1679年)に江戸町数は808、正徳3年(1713年)には933に達したという。
元々江戸南北町奉行は「町方支配場」の行政・司法のみを管理し、神社・寺院の私有地である「寺社門前地」や江戸城・大名屋敷等の「武家地」は管理外であった。その一方で寺社門前地内の門前町の非宗教関連人口も増加し、遅くとも享保年間の末頃には町方支配場と寺社門前地内の町方人口の詳細な記録が残っており、「支配違之町人」として寺社門前地内の町方人口の人別調査を町奉行が実施していたと見られる。延享2年(1745年)には寺社門前地内の町屋を江戸町奉行が管理することが正式に通達されており、門前町町屋・寺社領町屋440箇所、寺社境内借家有の分127箇所、合計567箇所が町奉行の支配となった。町数も享保8年(1723年)に1672町、延享3年(1746年)に1678町、天保19年(1843年)には1719町に増えており、これらはいずれも江戸町方支配場・寺社門前地の町数合計である。『江戸図説』によると天明年中(1785年頃)の江戸町数1650余町の内、町方分1200余町、寺社門前地分400余町で、他に大名上屋敷265ヶ所、中屋敷・下屋敷466ヶ所(但し御三卿屋敷並びに抱屋敷の分を除く)、神社凡そ200余社、寺院凡1000余所とある。
町奉行の支配領域のみならず、江戸御府内の範囲も時代によって異なり、特に寺社門前地の取り扱いについては幕府役人の間でも混乱があったことを伺わせる書簡が残っている。文政元年(1818年)には江戸御府内を朱引、町奉行の支配領域を墨引と呼称し、江戸御府内であっても町奉行の支配下ではない地域が郊外にできた。また安政元年(1854年)以降は新吉原・品川・三軒地糸割符猿屋町会所までが町奉行の支配下に入った。文久2年(1862年)に参勤交代が緩和された時に江戸の武家人口が激減し、さらに明治維新に伴う徳川将軍家の静岡転封の際にも人口が減少した。明治2年(1869年)に東京府は新たに朱引を引き直し、朱引の内側を「市街地」、外側を「郷村地」と定めた。この時の朱引の範囲は江戸時代の墨引の範囲に近く、安政年間以降一時的に江戸に組み込まれた品川などは東京とは別の町として扱われ、町数も1048(『府治類集』)に減った。
以下に各種城絵図を元に内藤昌が計算した江戸の住区分別面積の変遷をまとめる。
| 年代                        | 総面積    | 武家地            | 町人地            | 寺社地            | 空地・その他    | 復元史料                               |
| --------------------------- | --------- | ----------------- | ----------------- | ----------------- | --------------- | -------------------------------------- |
| 正保年間 (1647年頃)         | 43.95 km2 | 34.06 km2 (77.4%) | 4.29 km2 (9.8%)   | 4.50 km2 (10.3%)  | 1.10 km2 (2.5%) | 『正保年間江戸絵図』                   |
| 寛文10〜13年 (1670〜1673年) | 63.42 km2 | 43.66 km2 (68.9%) | 6.75 km2 (10.6%)  | 7.90 km2 (12.4%)  | 5.11 km2 (8.1%) | 『新板江戸大絵図』, 『新板江戸外絵図』 |
| 享保10年 (1725年)           | 69.93 km2 | 46.47 km2 (66.4%) | 8.72 km2 (12.5%)  | 10.74 km2 (15.4%) | 4.00 km2 (5.7%) | 『分間江戸大絵図』                     |
| 慶応元年 (1865年)           | 79.80 km2 | 50.70 km2 (63.5%) | 14.20 km2 (17.8%) | 10.10 km2 (12.7%) | 4.80 km2 (6.0%) | 『慶応江戸切絵図』                     |
| 明治2年 (1869年)            | 56.36 km2 | 38.65 km2 (68.6%) | 8.91 km2 (15.8%)  | 8.80 km2 (15.6%)  |                 | 『江戸の自治制』                       |

明治2年(1869年)4月に施行された江戸市街調査によると東京市街地は町地(旧町方支配場)269万6000坪(8.913 km2, 15.8%)、寺社地(旧寺社門前地)266万1747坪 (8.799 km2, 15.6%)、武家地1169万2591坪(38.653 km2, 68.6%)より構成されていたが、この内武家地の人口は江戸時代を通じて調査より除外された。また今日正確な人口が残っているのは、町奉行支配下の町方支配場・寺社門前地の町方人口のみで、寺社奉行支配下の神社仏閣関連の人口や、被差別階級の人口は断片しか残っていない。町奉行支配下に無かった御府内郊外の百姓・町方人口、武家地の武家・武家奉公人人口や、町方支配場・寺社門前地に住んでいた武家・武家奉公人、あるいは戸籍外の流民人口はほぼ人口統計が残っていない。以下、町方人口、寺社方・新吉原の人口、町奉行支配外の農民・町方の人口、被差別階級の人口、武士及び使用人の人口に分けて、それぞれの人口統計をまとめ、最後に最盛期の江戸の推定総人口とその根拠を解説する。

### 町奉行支配下の町方人口

#### 町方支配場・寺社門前地の町方人口
江戸の町で宗門人別改帳が作成され始めた時期は不明であるが、遅くとも天和3年(1683年)には町毎に人別帳をまとめる通達があったことが判っている。江戸の人口の最古の記録は、『正宝事録』の註釈として記された元禄6年（1693年）6月17日の35万3588人(陰陽師・算置・言触・山伏・願人・座頭・瞽女・道心を除く)であり、徳川綱吉が浮説雑説を唱えた者を探すために行われたものであるが、実際に人口調査の体裁が整えられたのは、徳川吉宗によって子午改（6年毎）の全国人口調査が開始された享保6年（1721年）以降であり、大岡忠相(差出人名は「大岡越前守」)から有馬氏倫(届出先名は「有馬兵庫頭」)へ提出した書類の形式で伝えられている。これらの人別調査では、武家・武家奉公人、寺社人口、能役者が除かれているが、町方の借家人や雇い人の人口は含まれている。大岡は享保8年（1723年）9月から享保9年（1724年）4月の間の9263人の急激な人口減少に気付き、享保10年（1725年）6月に臨時の人別改を実施して1万0394人の急激な人口増加を把握し、これらの季節的な人口変動の理由を冬の火災の多さに帰し、冬の間子女は近隣実家等へ疎開する、春以降火災からの復興再建や土蔵の建築が増えて労働転入者も増える、などといった分析書を有馬兵庫へ提出している（『撰要類集』）。
人別調査の結果を記した公文書においては、差出年月、届出先、差出人が記載されており、一般人の日記であってもこれらの著名等が記されておれば、写本として原本に近い、信頼ある数値と考えられる。以下に享保19年旧暦5月20日(1734年6月21日)に大岡忠相と稲生正武から松平信祝へ提出された町方支配場・寺社門前地の町人人口の記録例を示す(『享保撰要類集』)。
| 「 | 享保十九年寅年五月二十日松平伊豆守殿ヘ上ル 町方寺社方支配場町人惣人数高 覚 享保十九年寅四月 一町方支配場町人惣人数高 但地借店借召仕等迄之員数 四拾七萬三千百拾四人 内 男三拾萬千八百五拾壱人 女拾七萬千弐百六拾参人 (札付 去丑九月人別高ニ引競 弐千四百七人減 内 男弐千百七人減 女三百人減) 享保十九年寅四月 一寺社門前町々惣人数高 但地借店借召仕等迄之員数 六萬六百四拾九人 内 男三萬六千弐百六拾壱人 女弐萬四千三百八拾八人 (札付 去丑九月人別高ニ引競 弐百拾人減 内 男五拾八人減 女百五拾弐人減) 都合五拾三萬三千七百六拾三人 但去丑九月人別高ト引競 弐千六百拾七人減 右者当歳迄之員数ニ而御座候。此外支配違之町人、能役者、並町宅ニ而も武家之家来等ハ此員数之外ニ而御座候。以上。 五 月 大岡越前守 稲生下野守 | 」 |

以下公文書（『撰要類集』『享保撰要類集』『町奉行支配惣町人人数高之改』『天保撰要類集』『市中取締類集』）の他、複数の史料に記録として残っている江戸府内の町奉行支配下の町方支配場・寺社門前地の町方人口を男女別構成とともにまとめる。出典のうち勝海舟の『吹塵録』を初め、『江戸会雑誌』『江戸旧事考』『統計学雑誌』などは明治中ごろにまとめられた二次的史料であり、元となる江戸時代の史料が現在では不明となっている。斜体で示した数字は (1) 他の年月に酷似した数字が登場しており、共に誤記が疑われるケース (2) 急激な人口の変化、男女比逆転等で誤記が疑われるケース (3) 元の史料の人口に対して寺社方人口や新吉原などの計外人口を独自に加算したと推測されるケースなどのいずれかであり、信頼性が低い。
| 年月              | 西暦   | 町方並寺社門前 | 町方並寺社門前 | 町方並寺社門前 | 町方支配場 | 町方支配場 | 町方支配場 | 寺社門前地 | 寺社門前地 | 寺社門前地 | 出典・備考                                                                                       |
| 年月              | 西暦   | 合計           | 男             | 女             | 合計       | 男         | 女         | 合計       | 男         | 女         | 出典・備考                                                                                       |
| ----------------- | ------ | -------------- | -------------- | -------------- | ---------- | ---------- | ---------- | ---------- | ---------- | ---------- | ------------------------------------------------------------------------------------------------ |
| 元禄6年           | 1693年 |                |                |                | 353,588    |            |            |            |            |            | 正宝事録                                                                                         |
| 享保3年12月       | 1718年 |                |                |                | 434,633    | 289,918    | 144,715    |            |            |            | 享保通鑑 (15歳以上, 本によっては男38万9918人, 合計53万4633人と印刷)                              |
| 享保6年           | 1721年 |                |                |                | 474,049    | 221,175    | 252,874    |            |            |            | 享保通鑑 (男女比逆転)                                                                            |
| 享保6年           | 1721年 |                |                |                | 489,272    |            |            |            |            |            | 享保通鑑 (宗門別人口の合計)                                                                      |
| 享保6年11月       | 1721年 |                |                |                | 501,394    | 323,285    | 178,109    |            |            |            | 撰要類集, 環斉記聞, 江戸管鑰秘鑑, 御府内人別 (吹塵録)                                            |
| 享保7年3月        | 1722年 | 526,211        | 225,700        | 300,511        |            |            |            |            |            |            | 江戸町数人口戸数 (吹塵録, 男女比逆転, 他年月に類似)                                              |
| 享保7年4月        | 1722年 |                |                |                | 483,355    | 312,884    | 170,471    |            |            |            | 撰要類集, 環斉記聞 (享保6年11月との人口増減より)                                                 |
| 享保7年4月        | 1722年 |                |                |                | 483,355    | 312,887    | 174,077    |            |            |            | 環斉記聞 (合計は原文ママ, 男女人口誤記か)                                                        |
| 享保7年9月        | 1722年 |                |                |                | 476,236    | 307,277    | 168,959    |            |            |            | 撰要類集, 環斉記聞                                                                               |
| 享保8年4月        | 1723年 |                |                |                | 459,842    | 290,279    | 169,563    |            |            |            | 撰要類集, 環斉記聞                                                                               |
| 享保8年5月        | 1723年 | 546,212        | 225,700        | 320,512        |            |            |            |            |            |            | 土屋筆記, 承寛雑録 (男女比逆転, 他年月に類似)                                                    |
| 享保8年5月        | 1723年 | 526,210        | 226,197        | 300,013        |            |            |            |            |            |            | 半日閑話 (男女比逆転, 他年月に類似)                                                              |
| 享保8年5月        | 1723年 | 526,317        | 300,511        | 225,807        |            |            |            |            |            |            | 雑記 (江戸会雑誌2冊2号, 合計は原文ママ, 他年月に類似)                                            |
| 享保8年5月        | 1723年 | 526,212        | 325,700        | 200,512        |            |            |            |            |            |            | 雑記 (江戸会誌2号, 他年月に類似)                                                                 |
| 享保8年5月        | 1723年 | 526,317        | 300,510        | 225,807        |            |            |            |            |            |            | 江戸町数人口戸数 (吹塵録, 他年月に類似)                                                          |
| 享保8年5月15日    | 1723年 | 522,710        | 205,700        | 301,022        |            |            |            |            |            |            | 天享吾妻鏡 (合計は原文ママ, 男女比逆転, 他年月に類似)                                            |
| 享保8年5月18日    | 1723年 | 526,212        | 325,700        | 200,512        |            |            |            |            |            |            | 千草の花 (他年月に類似)                                                                          |
| 享保8年7月        | 1723年 | 531,400        | 225,700        | 305,100        |            |            |            |            |            |            | 享保通鑑 (合計は原文ママ, 男女比逆転, 他年月に類似)                                              |
| 享保8年7月        | 1723年 | 583,304        |                |                |            |            |            |            |            |            | 柳営日録 (計外人口を合算か)                                                                      |
| 享保8年9月        | 1723年 |                |                |                | 473,840    | 304,686    | 169,154    |            |            |            | 撰要類集, 環斉記聞                                                                               |
| 享保9年4月        | 1724年 |                |                |                | 464,577    | 299,072    | 165,505    |            |            |            | 撰要類集                                                                                         |
| 享保9年5月        | 1724年 | 536,012        | 225,700        | 310,312        |            |            |            |            |            |            | 柳烟雑録 (男女比逆転, 他年月に類似)                                                              |
| 享保9年7月        | 1724年 | 537,531        |                |                |            |            |            |            |            |            | 江戸町数人口戸数 (吹塵録, 他年月に類似)                                                          |
| 享保9年9月        | 1724年 |                |                |                | 469,343    | 301,018    | 168,325    |            |            |            | 撰要類集                                                                                         |
| 享保10年4月       | 1725年 |                |                |                | 462,102    | 301,125    | 160,977    |            |            |            | 撰要類集                                                                                         |
| 享保10年6月       | 1725年 |                |                |                | 472,496    | 301,920    | 170,576    |            |            |            | 撰要類集                                                                                         |
| 享保10年9月       | 1725年 | 537,531        | 322,423        | 215,108        |            |            |            |            |            |            | 雑記 (江戸会雑誌2冊2号), 江戸町数人口戸数 (吹塵録) (他年月に類似)                                |
| 享保11年          | 1726年 |                |                |                | 471,988    |            |            |            |            |            | 雑記 (江戸会雑誌2冊2号), 御府内人別・江戸町数人口戸数 (吹塵録)                                   |
| 享保16年4月       | 1731年 | 525,700        | 300,510        | 225,190        |            |            |            |            |            |            | 松の寿, 江戸町数人口戸数 (吹塵録) (他年月に類似)                                                 |
| 享保16年4月       | 1731年 | 525,700        | 300,510        | 225,150        |            |            |            |            |            |            | 世説海談 (合計は原文ママ, 他年月に類似)                                                          |
| 享保16年4月       | 1731年 | 525,700        | 300,511        | 225,190        |            |            |            |            |            |            | 雑記 (江戸会雑誌2冊2号, 合計は原文ママ, 他年月に類似)                                            |
| 享保17年4月       | 1732年 | 525,700        | 300,510        | 220,590        |            |            |            |            |            |            | 月堂見聞集 (合計は原文ママ, 他年月に類似)                                                        |
| 享保17年11月      | 1732年 | 533,518        |                |                |            |            |            |            |            |            | 雑記 (江戸会雑誌2冊2号), 御府内人別・江戸町数人口戸数 (吹塵録)                                   |
| 享保18年9月       | 1733年 | 536,380        | 340,277        | 196,103        | 475,521    | 303,958    | 171,563    | 60,859     | 36,319     | 24,540     | 享保撰要類集                                                                                     |
| 享保19年4月       | 1734年 | 533,763        | 338,112        | 195,651        | 473,114    | 301,851    | 171,263    | 60,649     | 36,261     | 24,388     | 享保撰要類集                                                                                     |
| 享保19年9月       | 1734年 | 528,776        | 335,279        | 193,497        | 468,840    | 299,530    | 169,310    | 59,936     | 35,749     | 24,187     | 享保撰要類集                                                                                     |
| 享保20年4月       | 1735年 | 525,700        | 316,700        | 209,000        |            |            |            |            |            |            | 半日閑話 (他年月に類似)                                                                          |
| 享保20年9月       | 1735年 | 530,648        | 336,629        | 194,019        | 470,359    | 300,633    | 169,726    | 60,289     | 35,996     | 24,293     | 享保撰要類集                                                                                     |
| 元文元年4月       | 1736年 | 527,047        | 333,998        | 193,049        | 466,867    | 298,012    | 168,855    | 60,180     | 35,986     | 24,194     | 享保撰要類集                                                                                     |
| 元文元年9月       | 1736年 | 527,974        |                |                | 467,588    |            |            | 60,386     | 36,108     | 24,278     | 享保撰要類集                                                                                     |
| 元文2年           | 1737年 | 526,212        | 300,512        | 225,700        |            |            |            |            |            |            | 江戸町数人口戸数 (吹塵録, 他年月に類似)                                                          |
| 元文3年           | 1738年 |                |                |                | 453,594    |            |            |            |            |            | 雑記 (江戸会雑誌2冊2号), 御府内人別・江戸町数人口戸数 (吹塵録)                                   |
| 元文3年4月        | 1738年 | 528,117        | 333,238        | 194,879        | 469,601    | 298,445    | 171,156    | 58,516     | 34,793     | 23,723     | 町奉行支配惣町人人数高之改                                                                       |
| 元文3年9月        | 1738年 | 526,813        | 332,019        | 194,794        | 468,446    | 297,223    | 171,223    | 58,367     | 34,796     | 23,571     | 町奉行支配惣町人人数高之改                                                                       |
| 寛保2年           | 1742年 | 591,809        |                |                |            |            |            |            |            |            | 江戸旧事考2巻 (計外人口合算か)                                                                   |
| 寛保2年9月        | 1742年 | 501,346        | 316,357        | 184,989        | 446,278    | 283,647    | 162,631    | 55,068     | 32,710     | 22,358     | 町奉行支配惣町人人数高之改                                                                       |
| 寛保3年           | 1743年 | 515,122        | 300,013        | 215,109        |            |            |            |            |            |            | 享和雑記, 江戸町数人口戸数 (吹塵録) (他年月に類似)                                               |
| 寛保3年           | 1743年 | 515,121        | 300,013        | 205,000        |            |            |            |            |            |            | 寛延雑秘録 (合計は原文ママ, 他年月に類似)                                                        |
| 寛保3年           | 1743年 | 515,121        | 300,013        | 215,109        |            |            |            |            |            |            | 寛延奇談 (乙巳雑記, 合計は原文ママ, 他年月に類似)                                                |
| 寛保3年           | 1743年 | 515,121        | 300,012        | 215,109        |            |            |            |            |            |            | 寛延奇談 (吹塵録), 人別石高 (江戸会雑誌2冊2号) (他年月に類似)                                    |
| 寛保3年4月        | 1743年 | 501,166        | 316,373        | 184,793        | 448,453    | 285,270    | 163,183    | 52,713     | 31,103     | 21,610     | 町奉行支配惣町人人数高之改                                                                       |
| 延享元年          | 1744年 |                |                |                | 460,164    |            |            |            |            |            | 雑記 (江戸会雑誌2冊2号), 御府内人別 (吹塵録)                                                     |
| 延享元年          | 1744年 | 526,612        | 225,700        | 300,912        |            |            |            |            |            |            | 護花園随筆 (男女比逆転, 他年月に類似)                                                            |
| 延享2年9月        | 1745年 | 515,667        | 325,187        | 190,480        | 460,369    | 292,452    | 167,917    | 55,298     | 32,735     | 22,563     | 寛延雑秘録                                                                                       |
| 延享3年4月        | 1746年 | 504,277        | 317,730        | 186,547        | 446,642    | 283,587    | 163,055    | 57,635     | 34,143     | 23,492     | 寛延雑秘録                                                                                       |
| 延享3年4月        | 1746年 | 515,122        | 300,012        | 215,110        |            |            |            |            |            |            | 延享世説 (他年月に類似)                                                                          |
| 延享3年4月        | 1746年 | 515,122        | 310,013        | 205,109        |            |            |            |            |            |            | 松の寿 (他年月に類似)                                                                            |
| 延享3年4月        | 1746年 | 544,279        |                |                |            |            |            |            |            |            | 雑記 (江戸会雑誌2冊2号), 江戸町数人口戸数 (吹塵録) (計外人口合算か)                              |
| 延享3年4月        | 1746年 | 544,277        |                |                |            |            |            |            |            |            | 江戸町数人口戸数 (吹塵録, 計外人口合算か)                                                        |
| 延享4年4月        | 1747年 | 512,913        | 322,493        | 190,420        | 454,226    | 288,027    | 166,199    | 58,687     | 34,466     | 24,221     | 享保撰要類集                                                                                     |
| 延享4年9月        | 1747年 | 513,327        | 322,752        | 190,575        | 453,592    | 287,505    | 166,087    | 59,735     | 35,247     | 24,488     | 享保撰要類集                                                                                     |
| 寛延3年12月       | 1750年 | 509,708        |                |                |            |            |            |            |            |            | 雑記 (江戸会雑誌2冊2号), 御府内人別・江戸町数人口戸数 (吹塵録)                                   |
| 宝暦6年           | 1756年 | 505,858        |                |                |            |            |            |            |            |            | 雑記 (江戸会雑誌2冊2号), 御府内人別・江戸町数人口戸数 (吹塵録)                                   |
| 宝暦12年          | 1762年 | 505,858        |                |                |            |            |            |            |            |            | 雑記 (江戸会雑誌2冊2号), 江戸町数人口戸数 (吹塵録) (宝暦6年に同じ)                               |
| 宝暦12年          | 1762年 | 501,880        |                |                |            |            |            |            |            |            | 御府内人別 (吹塵録)                                                                              |
| 明和5年           | 1768年 | 508,467        |                |                |            |            |            |            |            |            | 雑記 (江戸会雑誌2冊2号), 御府内人別・江戸町数人口戸数 (吹塵録)                                   |
| 安永3年           | 1774年 | 482,747        |                |                |            |            |            |            |            |            | 雑記 (江戸会雑誌2冊2号), 御府内人別・江戸町数人口戸数 (吹塵録)                                   |
| 安永9年           | 1780年 | 489,787        |                |                |            |            |            |            |            |            | 雑記 (江戸会雑誌2冊2号), 御府内人別・江戸町数人口戸数 (吹塵録)                                   |
| 天明3年           | 1783年 | 564,747        |                |                |            |            |            |            |            |            | 人別石高 (江戸会雑誌2冊2号, 新吉原を含む, 他計外人口合算か)                                      |
| 天明6年           | 1786年 | 457,083        |                |                |            |            |            |            |            |            | 雑記 (江戸会雑誌2冊2号), 御府内人別・江戸町数人口戸数 (吹塵録)                                   |
| 寛政3年           | 1791年 | 535,710        |                |                |            |            |            |            |            |            | 半日閑話, 乙巳雑記, 雑記 (江戸会雑誌2冊2号), 江戸町数人口戸数 (吹塵録) (計外人口合算か)          |
| 寛政3年5月        | 1791年 | 535,710        |                |                |            |            |            |            |            |            | 甲子夜話 (計外人口合算か)                                                                        |
| 寛政4年           | 1792年 | 481,669        |                |                |            |            |            |            |            |            | 雑記 (江戸会雑誌2冊2号), 御府内人別・江戸町数人口戸数 (吹塵録)                                   |
| 寛政10年          | 1798年 | 492,449        | 283,063        | 209,286        |            |            |            |            |            |            | 雑記 (江戸会雑誌2冊2号, 合計は原文ママ, 男性人口誤記か)                                          |
| 寛政10年5月       | 1798年 | 492,449        | 283,163        | 209,286        |            |            |            |            |            |            | 一話一言, 御府内人別・江戸町数人口戸数 (吹塵録)                                                  |
| 享和3年正月       | 1803年 | 607,100        | 400,918        | 205,119        |            |            |            |            |            |            | 人別石高 (江戸会雑誌, 合計・男性人口誤記か)                                                      |
| 文化元年          | 1804年 | 492,053        |                |                |            |            |            |            |            |            | 雑記 (江戸会雑誌2冊2号), 御府内人別・江戸町数人口戸数 (吹塵録)                                   |
| 文化7年           | 1810年 | 497,085        |                |                |            |            |            |            |            |            | 雑記 (江戸会雑誌2冊2号), 御府内人別・江戸町数人口戸数 (吹塵録)                                   |
| 文化12年          | 1815年 | 574,261        |                |                |            |            |            |            |            |            | 江戸旧事考2巻 (計外人口合算か)                                                                   |
| 文化13年          | 1816年 | 501,161        |                |                |            |            |            |            |            |            | 雑記 (江戸会雑誌2冊2号), 江戸町数人口戸数 (吹塵録)                                               |
| 文化13年          | 1816年 | 501,061        |                |                |            |            |            |            |            |            | 御府内人別 (吹塵録)                                                                              |
| 文政5年           | 1822年 | 520,793        |                |                |            |            |            |            |            |            | 雑記 (江戸会雑誌2冊2号), 御府内人別・江戸町数人口戸数 (吹塵録)                                   |
| 文政11年          | 1828年 | 527,293        |                |                |            |            |            |            |            |            | 雑記 (江戸会雑誌2冊2号), 御府内人別・江戸町数人口戸数 (吹塵録)                                   |
| 天保3年5月        | 1832年 | 545,623        | 297,536        | 248,087        | 474,674    | 260,149    | 214,525    | 70,949     | 37,387     | 33,562     | 椎乃実筆, 雑記 (江戸会雑誌2冊2号), 江戸町数人口戸数 (吹塵録)                                     |
| 天保5年           | 1834年 | 522,754        |                |                |            |            |            |            |            |            | 雑記 (江戸会雑誌2冊2号), 御府内人別・江戸町数人口戸数 (吹塵録)                                   |
| 天保11年4月 (5月) | 1840年 | 551,369        | 296,414        | 254,955        |            |            |            |            |            |            | 天保撰要類集, 年番取扱 (5月)                                                                     |
| 天保12年4月 (5月) | 1841年 | 563,689        | 306,451        | 257,238        |            |            |            |            |            |            | 天保撰要類集, 年番取扱 (5月), 雑記 (江戸会雑誌2冊2号, 5月所計), 江戸町数人口戸数 (吹塵録, 5月改) |
| 天保13年4月       | 1842年 | 551,063        | 295,518        | 255,545        | 477,349    | 257,130    | 220,219    | 73,714     | 38,388     | 35,326     | 天保撰要類集                                                                                     |
| 天保14年          | 1843年 | 562,257        |                |                |            |            |            |            |            |            | 江戸旧事考2巻                                                                                    |
| 天保14年7月       | 1843年 | 553,257        | 292,352        | 260,905        | 479,103    | 253,820    | 225,283    | 74,154     | 38,532     | 35,622     | 天保撰要類集                                                                                     |
| 天保14年9月       | 1843年 | 547,434        | 288,732        | 258,702        | 474,739    | 251,045    | 223,694    | 72,695     | 37,687     | 35,008     | 天保撰要類集（9月届出）                                                                          |
| 天保14年9月       | 1843年 | 547,952        | 289,032        | 258,920        | 477,076    | 252,327    | 224,749    | 70,876     | 36,705     | 34,171     | 天保撰要類集（11月26日届出）                                                                     |
| 弘化元年4月       | 1844年 | 559,497        | 290,861        | 268,636        | 491,905    | 255,793    | 236,112    | 67,592     | 35,068     | 32,524     | 天保撰要類集                                                                                     |
| 弘化元年9月       | 1844年 | 558,761        | 292,320        | 266,441        | 484,472    | 253,997    | 230,475    | 74,289     | 38,323     | 35,966     | 天保撰要類集                                                                                     |
| 弘化2年5月        | 1845年 | 557,698        | 293,391        | 264,307        |            |            |            |            |            |            | 蠧余一得, 松の寿, 江戸町数人口戸数 (吹塵録)                                                      |
| 嘉永2年9月        | 1849年 | 564,943        | 291,666        | 273,277        |            |            |            |            |            |            | 藤岡屋日記                                                                                       |
| 嘉永3年4月        | 1850年 | 559,115        | 288,362        | 270,753        |            |            |            |            |            |            | 藤岡屋日記                                                                                       |
| 嘉永6年4月        | 1853年 | 574,927        | 295,453        | 279,474        | 492,271    | 253,180    | 239,091    | 82,656     | 42,273     | 40,383     | 市中取締類集                                                                                     |
| 嘉永6年9月        | 1853年 | 575,091        | 295,275        | 279,816        | 492,317    | 252,847    | 239,470    | 82,774     | 42,428     | 40,346     | 市中取締類集                                                                                     |
| 安政元年4月       | 1854年 | 573,619        | 294,028        | 279,591        |            |            |            |            |            |            | 統計学雑誌306号 (安政2年4月に同じ)                                                               |
| 安政元年9月       | 1854年 | 570,898        | 292,413        | 278,485        |            |            |            |            |            |            | 統計学雑誌306号                                                                                  |
| 安政2年4月        | 1855年 | 573,619        | 294,028        | 279,591        |            |            |            |            |            |            | 統計学雑誌306号 (安政元年4月に同じ)                                                              |
| 安政2年9月        | 1855年 | 564,544        | 288,402        | 276,142        |            |            |            |            |            |            | 統計学雑誌306号                                                                                  |
| 万延元年4月       | 1860年 | 557,373        | 282,924        | 274,449        |            |            |            |            |            |            | 統計学雑誌306号                                                                                  |
| 万延元年9月       | 1860年 | 562,505        | 287,644        | 274,861        |            |            |            |            |            |            | 統計学雑誌306号                                                                                  |
| 慶応3年4月        | 1867年 | 539,618        | 272,715        | 266,903        | 458,330    | 231,690    | 226,640    | 81,288     | 41,025     | 40,263     | 鎮台府一件, 統計学雑誌306号                                                                      |
| 慶応3年9月        | 1867年 | 538,463        | 269,902        | 268,561        | 457,066    | 228,959    | 228,107    | 81,397     | 40,943     | 40,454     | 鎮台府一件, 統計学雑誌306号, 内外新報21号                                                        |

以上の表では享保6年、享保7年3月、享保8年5月、享保8年7月、享保9年5月、享保9年7月、享保10年9月、享保16年4月、享保17年4月の数字を仮に町方並寺社門前の人口として扱ったが、公文書では少なくとも享保10年6月までは町方支配場の人口のみしか集計しておらず、そもそもこれらのほとんどにアナグラム的な数字の誤記が見受けられる。また『吹塵録』の「江戸人口小記」は町方並寺社門前の人口として子午年改の人口(御府内人別)をまとめているが、『撰要類集』では享保6年11月の人口を町方支配場のみの町方人口として記載しており、享保11年、元文3年、延享元年の数字も町方支配場町方人口として扱った。
寛政10年5月（1798年）と天保11年4月（1840年）に関しては、それぞれ大田南畝の『一話一言』と『天保撰要類集』が三郡（豊島郡、荏原郡、葛飾郡）に占める江戸の町方人口を記載している。
| 年月              | 西暦   | 内訳 | 町方合計 | 豊島郡内 | 荏原郡内 | 葛飾郡内 | 出典                              |
| ----------------- | ------ | ---- | -------- | -------- | -------- | -------- | --------------------------------- |
| 寛政10年5月       | 1798年 | 合計 | 492,449  | 425,124  | 18,679   | 48,646   | 一話一言                          |
| 寛政10年5月       | 1798年 | 男   | 283,163  | 245,766  | 10,334   | 27,063   | 一話一言                          |
| 寛政10年5月       | 1798年 | 女   | 209,286  | 179,358  | 8,345    | 21,583   | 一話一言                          |
| 天保11年4月 (5月) | 1840年 | 合計 | 551,369  | 459,435  | 19,958   | 71,976   | 天保撰要類集 (4月人数を5月に所計) |
| 天保11年4月 (5月) | 1840年 | 男   | 296,414  | 248,125  | 10,436   | 37,853   | 天保撰要類集 (4月人数を5月に所計) |
| 天保11年4月 (5月) | 1840年 | 女   | 254,955  | 211,310  | 9,522    | 34,123   | 天保撰要類集 (4月人数を5月に所計) |

#### 出稼人
老中水野忠邦の天保の改革における人返し令の一環として、天保年間以降は地方に籍を置く出稼人の人口が、町方支配場・寺社門前地の町方人口から分離されて報告されるようになった。また竈数(本項では省略)、出世地別の統計もまとめることになり、蜂屋茂橘の『椎乃実筆』以降、公文書を中心に記載が残っている。
| 年月        | 西暦   | 町方並寺社門前町方人口 | 町方並寺社門前町方人口 | 町方並寺社門前町方人口 | 町方並寺社門前町方人口 | 出稼人 | 出稼人 | 出稼人 | 出稼人加算の 総人口 | 出典                                |
| 年月        | 西暦   | 合計                   | 当地出生               | 他所出生               | 不明                   | 合計   | 男     | 女     | 出稼人加算の 総人口 | 出典                                |
| ----------- | ------ | ---------------------- | ---------------------- | ---------------------- | ---------------------- | ------ | ------ | ------ | ------------------- | ----------------------------------- |
| 天保3年5月  | 1832年 | 545,623                | 414,774                | 130,849                | 0                      |        |        |        |                     | 椎乃実筆                            |
| 天保12年4月 | 1841年 | 563,689                | 413,103                | 150,586                | 0                      |        |        |        |                     | 天保撰要類集, 年番取扱 (5月)        |
| 天保14年    | 1843年 | 562,257                |                        |                        |                        | 34,191 |        |        | 596,448             | 江戸旧事考2巻                       |
| 天保14年7月 | 1843年 | 553,257                | 388,185                | 165,072                | 0                      | 34,201 | 25,848 | 8,353  | 587,458             | 天保撰要類集                        |
| 天保14年9月 | 1843年 | 547,952                | 386,040                | 161,881                | 31                     | 29,475 | 22,374 | 7,101  | 577,427             | 天保撰要類集 (9月届出)              |
| 天保14年9月 | 1843年 | 547,434                | 378,885                | 168,549                | 0                      | 29,476 | 22,437 | 7,039  | 576,910             | 天保撰要類集 (11月26日届出)         |
| 弘化元年4月 | 1844年 | 559,497                | 401,121                | 158,321                | 55                     | 24,092 | 19,142 | 4,950  | 583,589             | 天保撰要類集                        |
| 弘化元年9月 | 1844年 | 558,761                | 401,363                | 157,333                | 65                     | 21,650 | 17,044 | 4,606  | 580,411             | 天保撰要類集                        |
| 嘉永2年9月  | 1849年 | 564,943                |                        |                        |                        | 11,594 | 9,701  | 1,893  | 562,657             | 藤岡屋日記                          |
| 嘉永3年4月  | 1850年 | 559,115                | 414,686                | 144,231                | 198                    | 10,434 | 8,679  | 1,755  | 569,549             | 藤岡屋日記                          |
| 嘉永6年4月  | 1853年 | 574,927                |                        |                        |                        | 9,265  | 7,686  | 1,579  | 584,192             | 市中取締類集                        |
| 嘉永6年9月  | 1853年 | 575,091                | 430,871                | 143,919                | 301                    | 9,075  | 7,534  | 1,541  | 584,166             | 市中取締類集                        |
| 安政元年4月 | 1854年 | 573,619                | 432,022                | 141,264                | 333                    | 8,515  | 7,026  | 1,489  | 582,134             | 統計学雑誌306号 (安政2年4月に同じ)  |
| 安政元年9月 | 1854年 | 570,898                | 429,917                | 140,637                | 344                    | 8,306  | 6,869  | 1,437  | 579,204             | 統計学雑誌306号                     |
| 安政2年4月  | 1855年 | 573,619                | 432,022                | 141,264                | 333                    | 8,515  | 7,026  | 1,489  | 582,134             | 統計学雑誌306号 (安政元年4月に同じ) |
| 安政2年9月  | 1855年 | 564,544                | 426,774                | 137,431                | 339                    | 7,979  | 6,609  | 1,370  | 572,523             | 統計学雑誌306号                     |
| 万延元年4月 | 1860年 | 557,373                | 428,367                | 128,584                | 422                    | 6,393  | 5,113  | 1,280  | 563,766             | 統計学雑誌306号                     |
| 万延元年9月 | 1860年 | 562,505                | 425,169                | 137,004                | 332                    | 8,021  | 6,636  | 1,385  | 570,526             | 統計学雑誌306号                     |
| 慶応3年4月  | 1867年 | 539,618                | 421,711                | 117,407                | 500                    | 4,692  | 3,642  | 1,050  | 544,310             | 統計学雑誌306号                     |
| 慶応3年9月  | 1867年 | 538,463                | 421,023                | 116,926                | 514                    | 4,616  | 3,597  | 1,019  | 543,079             | 統計学雑誌306号                     |

公文書で出稼人を加えた町方人口が最大（58万7458人）となったのは人返し令が実施された天保14年（1843年）7月であり、出稼人を除いた町方人口が最大（57万5901人）となったのは嘉永6年(1853年)9月のことである。但し『江戸旧事考』は出稼人を加えた町方人口が最大となった天保14年の人口を59万6448人とし（内訳等の数字は公文書の天保14年7月のものと似ている）、出稼人を除いた町方人口が最大になった数字として100年前の寛保二年（1742年）の59万1809人を挙げている（『江戸旧事考』の数字は多くの場合計外人口を加算しているものと思われる）。『江戸会雑誌』は享和3年（1803年）正月の数字として60万7100人を挙げている（但し男性の人口を誤って10万人多く記載していると思われる）。江戸は地方から出稼人が多く、江戸時代中期には男性が女性の倍近くいたが、末期には男女差がかなり解消された。

#### その他、非常時の町方人口
天野信景の『塩尻』は、享保6年（1721年）の町方人口として86万2600人を記載している。また、大田南畝の『半日閑話』、岩瀬京山の『蜘蛛の糸』、向山誠斎の『乙巳雑記』などは、天明6年10月28日（1786年）または天明7年5月25日以降（1787年）に江戸の町方人口が100万人を超える128万5300人であったと伝えている。また天保8年（1837年）の人口として128万4815人という数字も伝わっている。共に災害の直後の非常時であったため、これらが武家人口を含めた、あるいは武家人口を除いた真の江戸の人口であるとする解釈があるが、(1) 男女比が逆転している (2) 50年隔てた両年の人口や町数(新寺社地を併せて2770余町)、後述の計外人口の構成が酷似しているなど信頼性が低い。
| 年月            | 西暦   | 総数      | 男      | 女      | 出典                        |
| --------------- | ------ | --------- | ------- | ------- | --------------------------- |
| 享保6年11月     | 1721年 | 862,600   |         |         | 塩尻                        |
| 天明6年         | 1786年 | 1,367,880 |         |         | 江戸旧事考2巻 (乙巳雑記)    |
| 天明6年10月     | 1786年 | 1,285,300 | 587,800 | 697,100 | 乙巳雑記 (合計は原文ママ)   |
| 天明6年10月28日 | 1786年 | 1,285,300 | 587,800 | 690,500 | 半日閑話 (合計は原文ママ)   |
| 天明7年5月      | 1787年 | 1,285,300 | 587,800 | 697,500 | 蜘蛛の糸                    |
| 天保8年         | 1837年 | 1,284,815 | 587,810 | 697,005 | 江戸の女                    |
| 天保8年10月     | 1837年 | 1,287,800 | 589,800 | 688,000 | 浮世の有様 (合計は原文ママ) |

### 寺社方、新吉原の人口
寺社門前地の町方人口は江戸町奉行によって人口が把握されたが、寺社奉行支配下におかれた神官・僧侶は特殊階級とみなされ、人口の統計から除外された。
また新吉原は1657年の明暦の大火の際に江戸郊外に作られた居住地区であったが、安政元年(1854年)よりも前は町奉行の支配下に入っておらず、江戸御府内人口の統計からしばらく除外されてきた。安政元年に新吉原は、品川や三軒地糸割符猿屋町会所と共に町奉行支配下へ入ったとされるが、品川・三軒地糸割符猿屋町会所の町方人口の扱いは不明で、少なくとも新吉原に関しては幕末まで町方支配場・寺社門前地の町方人口とは別個に集計されていた。
以下複数の雑記に記録されている計外人口を、信頼の低い数値を含めて列挙するが、時代を超えて数字が酷似していることから、数点の元史料をもとに数字が伝えられ、誤記により変化したと考えられる。
寺社方人口として一番控えめな数字を採用すると約4万人程度となる。また新吉原の人口は約1万人程度である。
| 年月            | 西暦   | 寺社方            | 寺社方        | 寺社方                  | 寺社方      | 寺社方                      | 寺社方                  | 新吉原 | 町方      | 町方・ 寺社方・ 新吉原合計 | 出典                                               |
| 年月            | 西暦   | 出家 (沙門, 坊主) | 山伏 (修験者) | 禰宜 (社人, 神主, 神職) | 比丘尼 (尼) | 大神楽荒, 神仏 (釜仏), 神子 | 盲人 (座頭, 盲目, 盲女) | 新吉原 | 町方      | 町方・ 寺社方・ 新吉原合計 | 出典                                               |
| --------------- | ------ | ----------------- | ------------- | ----------------------- | ----------- | --------------------------- | ----------------------- | ------ | --------- | -------------------------- | -------------------------------------------------- |
| 享保6年         | 1721年 | 37,095            | 6,075         | 9,006                   |             |                             |                         |        | 489,272   | 541,448                    | 享保通鑑                                           |
| 享保7年3月      | 1722年 | 36,096            | 6,015         | 903                     |             |                             | 1,000                   |        | 526,211   | 570,225                    | 江戸町数人口戸数 (吹塵録)                          |
| 享保8年5月      | 1723年 | 26,097            | 6,075         | 1,910                   |             |                             |                         | 8,161  | 531,400   | 565,482                    | 享保通鑑 (合計は原文ママ)                          |
| 享保8年5月      | 1723年 | 36,095            | 6,075         | 903                     |             |                             |                         |        | 546,212   | 590,405                    | 土屋筆記                                           |
| 享保8年5月      | 1723年 | 36,095            | 6,075         | 930                     |             |                             |                         |        | 526,212   | 569,312                    | 承寛雑録                                           |
| 享保8年5月      | 1723年 | 26,097            | 7,075         | 903                     |             |                             | 7,030                   | 8,163  | 526,210   | 566,990                    | 半日閑話 (合計は原文ママ)                          |
| 享保8年5月      | 1723年 | 36,095            | 6,075         | 903                     |             |                             | 1,010                   | 8,161  | 526,212   | 578,456                    | 雑記 (江戸会誌2号)                                 |
| 享保8年5月15日  | 1723年 | 3,695             | 903           | 1,000                   |             |                             |                         |        | 522,710   | 528,308                    | 天享吾妻鏡                                         |
| 享保8年5月18日  | 1723年 | 36,025            | 6,075         | 903                     |             |                             | 1,010                   |        | 526,212   | 579,415                    | 千草の花                                           |
| 享保9年5月      | 1724年 | 36,025            | 6,075         | 9,003                   |             |                             | 1,010                   | 7,125  | 536,012   | 588,325                    | 柳烟雑録 (合計は原文ママ)                          |
| 享保9年7月      | 1724年 | 20,390            | 4,275         | 903                     | 5,836       | 6,723                       |                         | 8,679  | 537,531   | 584,337                    | 江戸町数人口戸数 (吹塵録)                          |
| 享保16年        | 1731年 | 26,005            | 3,075         | 900                     |             |                             |                         | 11,960 | 525,700   | 567,640                    | 江戸町数人口戸数 (吹塵録)                          |
| 享保16年4月     | 1731年 | 26,000            | 3,075         | 900                     |             |                             |                         | 8,960  | 525,700   | 564,640                    | 世説海談 (合計は原文ママ)                          |
| 享保17年4月     | 1732年 | 26,000            | 3,075         | 90                      | 6,750       |                             |                         | 8,960  | 525,700   | 570,575                    | 月堂見聞集 (他に川原者3250人)                      |
| 享保20年4月     | 1735年 | 26,005            | 3,075         | 900                     |             |                             |                         | 8,960  | 525,700   | 564,600                    | 半日閑話                                           |
| 元文2年         | 1737年 | 30,695            | 675           | 903                     |             |                             | 1,010                   |        | 526,212   | 559,495                    | 江戸町数人口戸数 (吹塵録)                          |
| 寛保3年         | 1743年 | 36,695            | 4,277         | 5,843                   | 5,831       | 6,723                       | 1,284                   | 8,679  | 515,122   | 584,454                    | 享和雑記                                           |
| 寛保3年         | 1743年 | 36,690            | 4,277         |                         | 5,837       | 6,723                       | 1,283                   | 8,679  | 515,121   | 578,610                    | 寛延雑秘録                                         |
| 寛保3年         | 1743年 | 36,695            | 4,277         | 5,843                   | 5,837       | 6,723                       | 1,283                   | 8,679  | 515,121   | 584,458                    | 寛延奇談 (乙巳雑記)                                |
| 寛保3年         | 1743年 | 36,695            | 4,277         |                         | 5,831       | 6,723                       | 1,289                   | 8,679  | 515,122   | 578,616                    | 江戸町数人口戸数 (吹塵録)                          |
| 寛保3年         | 1743年 |                   |               |                         |             |                             |                         | 8,679  | 515,121   | 523,800                    | 人別石高 (江戸会雑誌2冊2号)                        |
| 延享元年        | 1744年 |                   |               |                         |             |                             |                         | 8,062  | 526,612   | 534,674                    | 護花園随筆                                         |
| 延享3年4月      | 1746年 | 36,695            | 4,274         | 5,821                   | 5,831       | 6,721                       | 1,284                   | 12,584 | 515,122   | 588,332                    | 延享世話                                           |
| 天明6年10月     | 1786年 | 53,430            | 7,230         | 3,580                   |             |                             | 3,840                   | 14,500 | 1,285,300 | 1,349,540                  | 乙巳雑記 (合計は原文ママ, 再計算すると137万6880人) |
| 天明6年10月28日 | 1786年 | 52,430            | 7,230         | 3,580                   |             |                             | 3,840                   | 14,500 | 1,285,300 | 1,366,880                  | 半日閑話                                           |
| 天明7年5月      | 1787年 | 52,430            | 7,230         | 3,580                   |             |                             | 3,840                   | 14,500 | 1,285,300 | 1,366,880                  | 蜘蛛の糸                                           |
| 寛政3年         | 1791年 | 26,090            | 381           | 900                     |             |                             |                         | 8,940  | 535,710   | 574,721                    | 乙巳雑記 (合計は原文ママ)                          |
| 寛政3年         | 1791年 | 26,090            | 3,081         | 900                     |             |                             |                         | 8,940  | 535,710   | 574,721                    | 半日閑話                                           |
| 寛政3年5月      | 1791年 | 26,090            | 3,081         | 900                     |             |                             |                         | 9,940  | 535,710   | 564,720                    | 甲子夜話 (合計は原文ママ)                          |
| 享和3年1月      | 1803年 |                   |               |                         |             |                             |                         | 8,896  | 607,100   | 615,996                    | 人別石高 (江戸会雑誌2冊2号)                        |
| 天保8年10月     | 1837年 | 54,805            | 7,230         | 3,580                   |             |                             | 3,844                   | 15,700 | 1,287,800 | 1,372,959                  | 浮世の有様                                         |
| 慶応2年9月      | 1866年 |                   |               |                         |             |                             |                         | 6,551  |           |                            | 藤岡屋日記                                         |
| 慶応3年4月      | 1867年 |                   |               |                         |             |                             |                         | 6,921  | 539,618   | 546,539                    | 藤岡屋日記                                         |

上の表で示すように18世紀前半には新吉原には男女合計して8000人から1万人程度の人口があったことが分かっているが、江戸時代を通じて発行された「吉原細見」にみえる新吉原の遊女人口は、18世期前半から後半にかけておよそ2000人から3000人に増加し、寛政以降から急激に増加し始め、最盛期の19世紀中頃には7000人規模に達する。高島正憲の試算によると、最盛期の新吉原には270軒あまりのささえる妓楼があり、それぞれ20人程度の使用人がいたとすれば、遊女以外に5400人の住人がいたと考えられ、これに加えて遊女屋に出入りする男芸者・女芸者が約200人いた。以上のことから新吉原の人口は徳川時代を通じて7000人から1万人、最盛期で1万2千人程度であったと考えられる。以下に「吉原細見」に記載された遊女人口をまとめる。
| 年月          | 西暦           | 人口  | 年月         | 西暦           | 人口  | 年月     | 西暦   | 人口  | 年月     | 西暦   | 人口  |
| ------------- | -------------- | ----- | ------------ | -------------- | ----- | -------- | ------ | ----- | -------- | ------ | ----- |
| 享保8年頃     | 1723年頃       | 2,213 | 元文6年      | 1741年         | 2,789 | 明和8年  | 1771年 | 2,867 | 寛政13年 | 1801年 | 4,963 |
| 享保9～10年頃 | 1724～1725年頃 | 2,079 | 寛保3年      | 1743年         | 2,710 | 明和8年  | 1771年 | 2,890 | 天保4年  | 1833年 | 4,920 |
| 享保13年      | 1728年         | 2,152 | 寛保3年      | 1743年         | 2,855 | 明和9年  | 1772年 | 2,396 | 天保13年 | 1842年 | 4,429 |
| 享保13年      | 1728年         | 2,319 | 寛保3年      | 1743年         | 2,792 | 安永3年  | 1774年 | 2,570 | 天保15年 | 1844年 | 6,225 |
| 享保13年      | 1728年         | 2,108 | 延享5年      | 1748年         | 2,139 | 安永4年  | 1775年 | 2,668 | 弘化2年  | 1845年 | 6,762 |
| 享保13年以降  | 1728年以降     | 2,238 | 寛延元年     | 1748年         | 2,605 | 安永5年  | 1776年 | 2,530 | 弘化3年  | 1846年 | 7,197 |
| 享保15年      | 1730年         | 1,885 | 寛延2年      | 1749年         | 2,775 | 安永5年  | 1776年 | 2,701 | 弘化4年  | 1847年 | 6,280 |
| 享保16年      | 1731年         | 2,076 | 寛延4年      | 1751年         | 2,531 | 安永7年  | 1778年 | 2,830 | 嘉永3年  | 1850年 | 5,788 |
| 享保17年      | 1732年         | 2,690 | 宝暦3年      | 1753年         | 2,413 | 天明2年  | 1782年 | 2,912 | 嘉永4年  | 1851年 | 6,269 |
| 享保18年      | 1733年         | 2,129 | 宝暦6年      | 1756年         | 2,775 | 天明5年  | 1785年 | 2,838 | 嘉永5年  | 1852年 | 5,378 |
| 享保18年      | 1733年         | 2,147 | 宝暦6～7年頃 | 1756～1757年頃 | 2,977 | 天明7年  | 1787年 | 2,597 | 安政3年  | 1856年 | 4,519 |
| 享保18年      | 1733年         | 2,193 | 宝暦7年      | 1757年         | 2,809 | 寛政3年  | 1791年 | 3,290 | 安政7年  | 1860年 | 5,084 |
| 享保19年      | 1734年         | 2,101 | 宝暦8年      | 1758年         | 2,718 | 寛政7年  | 1795年 | 4,443 | 万延元年 | 1860年 | 2,600 |
| 享保20年      | 1735年         | 1,880 | 宝暦11年     | 1761年         | 2,791 | 寛政8年  | 1796年 | 4,355 | 文久元年 | 1861年 | 4,472 |
| 享保20年      | 1735年         | 2,326 | 明和4年      | 1767年         | 2,863 | 寛政8年  | 1796年 | 4,387 | 文久2年  | 1862年 | 4,628 |
| 元文元年      | 1736年         | 2,190 | 明和5年      | 1768年         | 2,908 | 寛政9年  | 1797年 | 4,198 | 文久3年  | 1863年 | 4,246 |
| 元文3年       | 1738年         | 2,532 | 明和6年      | 1769年         | 2,780 | 寛政11年 | 1799年 | 4,972 | 慶応元年 | 1865年 | 4,126 |
| 元文5年       | 1740年         | 2,718 | 明和7年      | 1770年         | 2,765 | 寛政12年 | 1800年 | 4,910 | 慶応4年  | 1868年 | 4,159 |

### 町奉行支配外の農民・町方の人口
文政元年(1818年)に朱引・墨引が定まると、江戸御府内(朱引内)でありながら町奉支配に入らない、地域(墨引外)が発生した。これらの地域は武家屋敷と武家所領、寺社門前地と寺社所領などから構成され、御府内であっても一部代官支配体制が続いており、武家屋敷と共にかなりの農地が存在し、また一部町屋を形成していたとみられる。
鷹見安二郎(1940年)は、文化・文政期の1810〜1830年頃に編纂された『新編武蔵風土記稿』を元に、住宅密集地区外に点在する民家を約9500戸程度と見積もり、1戸4.5人として約4万2750人、これに若干の寺社を加えて約4万3000〜4万4000人程度と推定した。
但し他の研究者はこれら郊外の人口を江戸の都市人口とはみなさず、江戸の人口に合算していない。

### 被差別階級の人口
| 年月         | 西暦   | 合計   | 弾左衛門・ 車善七・ 松右衛門手下 | 当日寄非人 | 出典                                 |
| ------------ | ------ | ------ | -------------------------------- | ---------- | ------------------------------------ |
| 元禄5年      | 1692年 | 5,366  | 4,329                            | 1,037      | 憲教類典抄                           |
| 享保2年2月   | 1717年 | 8,004  | 6,854                            | 1,150      | 雑記 (江戸会誌2冊10号)               |
| 元禄7年      | 1722年 |        | 5,373                            |            | 徳川時代警察沿革誌                   |
| 享保7年4月   | 1722年 | 7,842  |                                  |            | 雑記 (江戸会誌2冊10号)               |
| 延享元年10月 | 1744年 | 11,563 |                                  |            | 雑記 (江戸会誌2冊10号)               |
| 延享2年3月   | 1745年 | 10,148 | 7,091                            | 3,057      | 雑記 (江戸会誌2冊10号)               |
| 寛延3年12月  | 1750年 | 7,442  | 6,836                            | 606        | 雑記 (江戸会誌2冊10号)               |
| 明和8年9月   | 1771年 | 10,118 | 4,766                            | 5,352      | 雑記 (江戸会誌2冊10号)               |
| 安永6年6月   | 1777年 | 6,222  | 4,209                            | 1,813      | 雑記 (江戸会誌2冊10号)               |
| 天明6年10月  | 1786年 | 10,760 | 3,785                            | 6,975      | 安永撰要類集, 雑記 (江戸会誌2冊10号) |
| 天保5年3月   | 1834年 | 11,800 | 5,709                            | 6,091      | 雑記 (江戸会誌2冊10号)               |
| 天保6年9月   | 1835年 | 12,500 | 5,587                            | 6,913      | 雑記 (江戸会誌2冊10号)               |
| 天保8年2月   | 1837年 | 13,266 | 5,505                            | 7,761      | 雑記 (江戸会誌2冊10号)               |
| 天保12年     | 1841年 |        | 5,632                            |            | 旧幕府掟書                           |
| 天保13年1月  | 1842年 |        |                                  | 6,430      | 赦 (旧幕引継書)                      |
| 嘉永3年      | 1850年 | 10,008 | 5,157                            | 4,851      | 雑記 (江戸会誌2冊10号)               |
| 慶応元年     | 1865年 | 10,293 | 5,460                            | 4,833      | 雑記 (江戸会誌2冊10号)               |

### 武士及び使用人の人口
武家屋敷に使用人として住む奉公人人口は、幕府の町奉行・寺社奉行の管理下になかったため、江戸の人口統計から除外されている。また軍事機密保持なども理由に、武士階級全体の人口がそもそも統計として残っていない。いくつかの雑記は江戸在中の武士の人口として2億人を超える荒唐無稽な数値を記載しているが、『土屋筆記』は御屋敷方の人口として享保8年（1723年）5月に70万0973人という御屋敷人口を伝えている。また『柳烟雑録』は享保9年（1724年）5月の武家人口として、大名(万石以上)264人、旗本(万石以下御目見以上)5205人、御家人(御目見以下)1万7004人、与力・同心並びに六尺・下男3万0909人、その他487人、合計5万3865人と伝えている。一方『甲子夜話』は享保7年(1722年)8月の武家人口として、大名264人、旗本5205人、御家人(但し与力・同心・下男を含む)1万7399人、その他480人、合計2万3348人と伝えている。
| 年月        | 西暦   | 武家人口    | 男          | 女        | 出典                                                      |
| ----------- | ------ | ----------- | ----------- | --------- | --------------------------------------------------------- |
| 享保8年5月  | 1723年 | 700,973     |             |           | 土屋筆記 (御門之外40万0453人)                             |
| 享保9年5月  | 1724年 | 53,865      |             |           | 柳烟雑録 (合計は原文ママ, 町人を加えた総人口は64万2190人) |
| 享保17年4月 | 1732年 | 236,987,950 | 236,826,340 | 161,610   | 月堂見聞集 (町人等を加えた総人口は2億2716万1775人)        |
| 享保17年4月 | 1732年 | 7,379,692   |             |           | 月堂見聞集 (町人等を加えた総人口は790万5392人)            |
| 享保20年4月 | 1735年 | 236,085,950 | 227,485,000 | 8,600,950 | 半日閑話                                                  |
| 寛政3年     | 1791年 | 236,580,390 |             |           | 乙巳雑記, 半日閑話                                        |
| 寛政3年5月  | 1791年 | 236,580,390 |             |           | 甲子夜話                                                  |
| 文化12年    | 1815年 | 236,580,390 |             |           | 甲子夜話                                                  |

### 武家人口を含めた最盛期の江戸の推定総人口
江戸の総人口については詳細な記録が残っていないが、例えば『撰要類集』では武家方寺社旅人100万人、江戸表町人50万人、合わせた人口150万人として必要な米数の計算を行っている。文政9年(1826年)に江戸を訪ねたフィリップ・フランツ・フォン・シーボルトは、『日本』の中で武家を除いた江戸の一般人の人口を131万人(高橋景保からの伝聞と推測される)、武家を含めた江戸の人口は最低でも150万人だろうと記載している。また佐藤信淵は『宇内混合秘策』の中で江戸の人口を150万〜160万人と記し、三河屋弥兵次は『煙草諸国名産』の中で弘化3年(1846年)の江戸の人口を百十余万人と記し、フランスの外交官として安政5年(1858年)に来日したド・モージュ侯爵アルフレッド(Alfred, Marquis de Moges)は、『1857、1858年のグロ男爵使節団の中国・日本回想録』の中で江戸の人口を250万人と記している。安政6年(1859年)に初来日したラザフォード・オールコックの『大君の都』や万延元年(1860年)に初来日したロバート・フォーチュンの『江戸と北京』では、江戸の人口は200万人と記載されている。慶応元年(1865年)に来日したハインリヒ・シュリーマンは、『日本中国旅行記』の中でアメリカの代理行使アントン・ポートマンから江戸の人口は250万人を超えることはないと聞かされたと記載している。以上のほか、明治2年(1869年)に東京の人口調査を実施した江藤新平(1869年)は、江戸の往年の人口として300万人はあり得ないが、200万人程度ではないかと記述している。そこから明治2年の推定市中人口68万人を除いた132万人をいわゆる士族人口であると推定した。また『吹塵録』で江戸の人口をまとめた勝海舟(1897年)は、江戸時代の江戸の人口を150万人ほどと述べている。 ただし、これらはいずれも根拠は示されていない。
150万〜200万人説 (町方人口100万人以上説)
- 小宮山綏介(1891年)は、享保7年(1722年)の統計を元に大名と家族の人口を1506人(264家×5.707人/戸(明治5〜7年の華族平均))、諸藩の在府者を11万9594人(大名石高1755万0104石×150人/1万石の半数)、旗本御家人と家族の人口を8万3403人(1万9522家×4.2746人/家(明治5〜7年の士族平均))、その家来・従事者5万8936人(旗本御家人石高310万1932石×1.9人/100石)、合計26万3466人と推定している。また天保14年の調査に対しては、大名と家族の人口を1602人(267家×5.707人/戸)、諸藩の在府者を13万7250人(1830万石×150人/1万石の半数)、旗本御家人と家族の人口を9万4041人(2万2000家×4.2746人/家)、その家来・従事者6万6420人(349万5804石×1.9人/100石)、合計29万9313人程度と推定している。また或人の試算として、明治5年の全国士卒族194万4557人の15%に相当する29万1684人という値を紹介している。一方町方人口に関しては、天保14年(1843年)の町方戸数を30万戸に4.2人/戸を乗じた126万人と推定し、そこへ天保14年の武家推定人口29万9313人を加えた155万9313人を江戸の人口と推定している。[6]
- 三田村鳶魚(1921年)は、天保13年(1842年)における江戸の下肥金3万4590両を1人当たり下肥1年分銀2匁の相場で割ることで、106万4700人という人口を算出した。これらの下肥の金銭のやりとりは、江戸の町人名主との間で行われたものであり、武家屋敷や寺院等を含まないと推定している。[22]三田村鳶魚本人は江戸の武家人口の推定を行っていないが、武家人口推定に関する小宮山綏介説を引用しており、また天明6年(1786年)や天保8年(1836年)の被救済人口128万5300人、128万4815人を実数とする考えに賛同しており、大筋において小宮山説の150万人以上を支持している。[17]
- 東京市の市長を務めた後藤新平(1922年)は、天明6年頃の被救済人口136万7880人に武家人・無籍者等を加えた約200万人を、江戸の総人口と推定した。[23]
- 阪本敦(1928年)は、1万石に付江戸屋敷200人を仮定し、『甲子夜話』記載の享保7年(1722年)の総石高2088万5784石から武家陪臣・使用人人口を41万7716人、1家平均10人として大名2640人、1家平均6人として旗本・御家人・その他13万8504人、江戸城1000人を加え、武家人口を56万人とし、これに天明6年頃の被救済人口136万7880人を加えた人口190万〜200万人を江戸の総人口と推定した。[24]

110万〜140万人説
- 吉田東伍(1923年)は弘化、嘉永の時期に江戸に輸入された米高の年平均が140万石であることに着目し、1人1石と仮定して江戸の総人口は約130万〜140万人であり、町人等は出稼人等を含め70万人、武家方の人口は町人と匹敵する位(武家人口50万人、武家奉公人10万人)と推定した。また徳川時代の江戸の人口として150万人や200万人はあり得ないと結論している。[20]
- 鷹見安二郎(1940年)は、明治初年の華族・士族人口や石高の統計などをもとに、諸藩の在府者と家族の人口を約36万人(諸藩の武家人口180万人の2割(松本藩水野家、松本藩戸田家、古河藩における江戸詰割合平均)、幕府配下の武家と家族の人口を約25万9552人(437万9934石(明治元年の秩禄処分から計算される天領推定石高)×0.9(人件費外を1割とする)×1人/15石(金沢・名古屋・和歌山藩の平均武家人口)＝32万4440人の8割)と推定した。また江戸が最も膨張した天保の頃の総人口を、町奉行支配下の町人(出稼人共)58万7458人、神官僧侶山伏非人他5万7805人、諸大名所属武家36万人、幕府氏直属の旗本御家人所属武家25万9552人、町奉行支配範囲外の町人百姓等4万3500人、合計130万8315人と見積もっている。その上で吉田東伍説により江戸150万人以上説は否定できるが、100万人前後、あるいは100万人以下という説は容認できないと結論している。[13]

| 内訳                           | 人口      |
| ------------------------------ | --------- |
| 町奉行支配下の町人 (出稼人共)  | 587,458   |
| 神官・僧侶・山伏・非人・其他   | 57,805    |
| 諸大名所属                     | 360,000   |
| 幕府氏直属の旗本家人所属       | 259,552   |
| 町奉行支配範囲外の町人・百姓等 | 43,500    |
| 合計                           | 1,308,315 |
- 関山直太郎(1958年)は、武家人口を旗本御家人と家族約11万5千人、その家来・従属者約10万人、諸藩の在府者と家族約18万人、幕府直属の足軽・奉公人等約10万人、浪人2万〜3万人、合計約52万〜53万人と推定した。またこれに町人53万〜54万人、無籍者を加えた110万人を江戸の総人口と推定した。[15]
- 北島正元(1958年, 1973年)は、江戸の武士人口は大体町人人口と同じであるというのを通説とし、享保9年(1724年)の町方人口46万4000余名に推定武士人口約50万人を加え、この頃に100万ないしそれに近い人口を持ち、江戸が世界第一の都市になったと推定した。また町方人口50万人に武士人口50万人、その他僧侶・神官・山伏・吉原・穢多非人を加えると100万人を越すことになり、最盛期には多く見積もって120万〜130万人に達したと推定した。[25]
- 鮫島龍行(1962年)は安政年中(1855年頃)の江戸の総人口を町方人口の倍の115万人と推定し、計外人口や出稼ぎ人等を加えて江戸の総人口を最大限にみて120万人と見積もっている。[26]
- 内藤昌(1966年)は吉田東伍説を支持し、武家地65万人、寺社地5万人、町人地60万人、総計130万人と推定した。[27]

| 住居種別 | 概算人口  | 面積 (km2) | 人口密度 (人/km2) |
| -------- | --------- | ---------- | ----------------- |
| 武家地   | 650,000   | 38,653     | 16,816            |
| 寺社地   | 50,000    | 8.799      | 5,682             |
| 町人地   | 600,000   | 8.913      | 67,317            |
| 総計     | 1,300,000 | 56.365     | 23,064            |
- 斎藤誠治(1984年)は1650年頃の江戸の人口を43万人、1750年頃の江戸の人口を122万人、1850年頃の江戸の人口を115万人と推定した。但し論文中には推定の根拠が示されていない。以下斎藤誠治による三都の推定総人口遷移を表にまとめる。1873年の人口は『日本地誌提要』、1879年の人口は『明治十一年共武政表』による。[28]

| 主要都市 | 1650年  | 1750年    | 1850年    | 1873年  | 1879年  |
| -------- | ------- | --------- | --------- | ------- | ------- |
| 江戸     | 430,000 | 1,220,000 | 1,150,000 | 595,905 | 671,335 |
| 大坂     | 220,000 | 410,000   | 330,000   | 271,992 | 291,565 |
| 京都     | 430,000 | 370,000   | 290,000   | 238,663 | 232,683 |
- 鬼頭宏(1989年)は江戸の人口を町方人口の2倍と見積もっており、享保6年(1721年)に町方人口だけで50万1394人を数えた時、総人口も100万人を超えたと推定した。また最盛期の人口として鷹見安二郎の130万人説を間接的に引用している。[13][29]

100万人以上説
- 今井登志喜(1932年)は、明治10年頃の東京の人口が80万人に過ぎないことから江戸の伝説的な人口の数字に注意を喚起したが、最盛期の江戸の人口が100万人を超えていたことは間違いないだろうと述べている。[30]
- 『大阪市史』を編纂した幸田成友(1934年)は、明治5年(1872年)の壬申戸籍の士卒族人口から考えて定府の武家人口は50万人未満、町人を加えて100万人前後と推定した。[31]

100万人未満説
- 阪谷芳郎(1915年)は、明治10年頃の東京の人口が80万人に過ぎないことから江戸の伝説的な人口は信用できないと論じ、[32]西洋の諸都市との比較から100万人は超えなかったであろうとする。[33]
- 過去の人口推定値として海外でしばしば引用されるターシャス・チャンドラー(1987年)は、町奉行支配下の町方人口の3/8程度を武士人口とし、武家人口を18万5000人(1804年)から約21万5000人(1854年)、江戸の総人口を68万5000人（1804年）から約78万8000人（1854年）と見積もっている。[5]

## 明治初期の統計
以下明治以降、東京十五区成立までの朱印内と東京府の本籍、現住人口をまとめる。本籍人口に関しては皇族を含まない数値を採用した。また族籍別人口は脚注参照。
| 元号年月                        | 西暦年月     | 人口統計 | 朱印内  | 朱印内  | 朱印内  | 東京府    | 東京府  | 東京府  | 出典・備考                                                                            |
| 元号年月                        | 西暦年月     | 人口統計 | 合計    | 男      | 女      | 合計      | 男      | 女      | 出典・備考                                                                            |
| ------------------------------- | ------------ | -------- | ------- | ------- | ------- | --------- | ------- | ------- | ------------------------------------------------------------------------------------- |
| 明治2年旧暦4月                  | 1869年2月    | 本籍人口 | 503,703 | 260,936 | 242,767 |           |         |         | 東京市史稿 (朱印内市中五十番区は武家地, 寺社地を除く)                                 |
| 明治3年旧暦閏10月               | 1870年11月   | 本籍人口 |         |         |         | 672,748   | 342,768 | 329,980 | 東京市史稿 (族籍別人口)                                                               |
| 明治3年〜4年中 (但し廃藩置県前) | 1870〜1871年 | 本籍人口 |         |         |         | 674,269   |         |         | 統計集誌 (族籍別人口)                                                                 |
| 明治3年〜4年中 (但し廃藩置県前) | 1870〜1871年 | 本籍人口 |         |         |         | 674,447   |         |         | 府藩県石高人口表 (原史料では明治2年旧暦1月1日(1868年11月19日)調)                      |
| 明治3年〜4年中 (但し廃藩置県前) | 1870〜1871年 | 本籍人口 |         |         |         | 674,269   |         |         | 明治史要 (原史料では明治4年旧暦7月14日(1871年8月29日)調)                              |
| 明治5年旧暦1月29日              | 1872年3月8日 | 本籍人口 | 494,146 | 249,310 | 244,836 | 779,339   | 392,045 | 387,294 | 東京市史稿                                                                            |
| 明治5年旧暦1月29日              | 1872年3月8日 | 現住人口 |         |         |         | 859,345   | 446,728 | 412,617 | 維新以降帝国統計材料彙纂                                                              |
| 明治5年中                       | 1872年中     | 本籍人口 | 507,015 |         |         |           |         |         | 東京府志料                                                                            |
| 明治5年中                       | 1872年中     | 現住人口 | 578,290 | 299,006 | 244,836 | 882,232   |         |         | 東京府志料                                                                            |
| 明治6年1月1日                   | 1873年1月1日 | 本籍人口 | 513,305 | 256,888 | 256,417 | 813,480   | 407,777 | 405,703 | 日本地誌提要, 維新以降帝国統計材料彙纂                                                |
| 明治6年1月1日                   | 1873年1月1日 | 現住人口 | 595,905 | 310,050 | 285,855 | 887,322   | 458,467 | 428,855 | 日本地誌提要, 維新以降帝国統計材料彙纂                                                |
| 明治7年1月1日                   | 1874年1月1日 | 本籍人口 |         |         |         | 830,917   | 415,677 | 415,240 | 維新以降帝国統計材料彙纂                                                              |
| 明治7年1月1日                   | 1874年1月1日 | 現住人口 |         |         |         | 932,458   | 482,567 | 449,891 | 維新以降帝国統計材料彙纂                                                              |
| 明治7年中                       | 1874年       | 本籍人口 | 516,732 | 258,639 | 258,093 |           |         |         | 東京一覧                                                                              |
| 明治7年中                       | 1874年       | 現住人口 | 593,673 |         |         | 894,262   |         |         | 東京一覧                                                                              |
| 明治8年1月1日                   | 1875年1月1日 | 本籍人口 |         |         |         | 853,262   | 426,656 | 426,606 | 維新以降帝国統計材料彙纂 (『日本全国戸籍表』の東京府本籍人口は85万5251人)             |
| 明治8年1月1日                   | 1875年1月1日 | 現住人口 |         |         |         | 986,091   | 517,564 | 468,527 | 維新以降帝国統計材料彙纂 (『日本全国戸籍表』の東京府本籍人口は85万5251人)             |
| 明治9年1月1日                   | 1876年1月1日 | 本籍人口 |         |         |         | 870,641   | 435,854 | 434,787 | 維新以降帝国統計材料彙纂 (『日本全国戸籍表』の東京府本籍人口は87万3622人, 族籍別人口) |
| 明治9年1月1日                   | 1876年1月1日 | 現住人口 |         |         |         | 1,027,517 | 543,958 | 483,559 | 維新以降帝国統計材料彙纂 (『日本全国戸籍表』の東京府本籍人口は87万3622人, 族籍別人口) |
| 明治10年1月1日                  | 1877年1月1日 | 本籍人口 |         |         |         | 890,681   | 447,711 | 442,970 | 東京府管内統計表 (族籍別人口, 『日本全国戸口表』の東京府本籍人口は87万7027人)         |
| 明治10年1月1日                  | 1877年1月1日 | 現住人口 | 716,728 | 370,056 | 346,672 | 1,047,594 | 539,643 | 507,951 | 東京府統計表 (族籍別人口)                                                             |
| 明治11年1月1日                  | 1878年1月1日 | 本籍人口 | 595,424 | 297,315 | 298,109 | 914,321   | 459,263 | 455,058 | 東京府統計表 (族籍別人口, 『日本全国戸口表』の東京府本籍人口は88万1421人)             |
| 明治11年1月1日                  | 1878年1月1日 | 現住人口 | 736,819 | 383,035 | 353,784 | 1,072,560 | 555,049 | 517,511 | 東京府統計表 (族籍別人口, 『日本全国戸口表』の東京府本籍人口は88万1421人)             |

勝海舟は明治維新の前後で江戸から消えた人口は、駿府へ徳川家と一緒に移った者約1万4000家7万人、武家奉公人約2万家10万人、横浜等へ移った町人約5000家2万〜3万人であると『吹塵録』の中で記載している。勝海舟の記載に従うと、戊辰戦争を境に約20万人の人口が流出したことを意味する。
- 鮫島龍行(1962年)は慶応3年(1867年)の江戸の総人口を町方人口(53万9618人)の倍の108万人と推定し、そこから20万人を引いた88万人を明治2年(1869年)の東京の人口と推定した。[26]
- 井上修次は、明治5年(1872年)の壬申戸籍において武蔵国の人口が194万3211人であり、東京を除く埼玉県、東京多摩地区、神奈川県の一部は周辺の旧国の人口から考えて60万〜100万人の範囲内であり、同年の東京の人口は90万〜130万人の範囲内であると推定した。[33]